# 恵州市
恵州市（けいしゅう/フイヂョウ-し、簡体字: 惠州、拼音: Hùizhōu）は中華人民共和国広東省東南部に位置する地級市。

## 地理
広東省中南部に位置し、東は河源市、汕尾市に接する。西部は深圳市、東莞市、広州市そして北は韶関市に接する。南部には大亜湾、海を隔てて香港を臨む。珠江の大きな支流である東江が市域を貫く。

## 歴史
秦の始皇帝による中国統一がなされると、前214年に南海郡傅羅県が設置され、恵州は傅羅県の一部に位置していた。隋代の591年（開皇11年）、恵州には循州総管府が設置され、東江流域の政治、経済の中心として恵州が発展していくこととなる。
1949年に中華人民共和国が成立すると東江専区、恵陽県、恵陽専区、恵陽地区と改称され、1988年に恵州市、東莞市、河源市、汕尾市の4つに分割され現在に至る。

## 行政区域
2市轄区・3県を管轄する。
- 市轄区：
  - 恵城区・恵陽区
- 県：
  - 恵東県・博羅県・竜門県

| 恵州市の地図                       |
| ---------------------------------- |
| 恵城区 恵陽区 博羅県 恵東県 竜門県 |

### 年表
この節の出典

#### 東江専区
- 1949年10月1日 - 中華人民共和国広東省東江専区が成立。恵陽県・博羅県・増城県・竜門県・紫金県・河源県・連平県・竜川県・和平県・海豊県・陸豊県が発足。(11県)
- 1950年3月1日 - 陸豊県の一部が潮汕専区普寧県に編入。(11県)
- 1951年9月 - 北江専区新豊県を編入。(12県)
- 1951年10月 (12県)
  - 連平県の一部が和平県に編入。
  - 和平県の一部が連平県・河源県に分割編入。
- 1952年11月 
  - 恵陽県・紫金県・河源県・竜川県・海豊県・陸豊県が粤東行政区に編入。
  - 博羅県・竜門県・増城県が粤中行政区に編入。
  - 連平県・和平県・新豊県が粤北行政区に編入。

#### 恵陽専区(1956年-1959年)
- 1956年1月4日 - 粤東行政区恵陽県・河源県・紫金県・海豊県・陸豊県・竜川県、粤中行政区宝安県・東莞県・博羅県・増城県・竜門県、粤北行政区和平県・連平県を編入。恵陽専区が成立。(13県)
- 1958年4月8日 - 恵陽県・博羅県の各一部が合併し、恵州市が発足。(1市13県)
- 1958年4月11日 - 恵陽県の一部が分立し、恵東県が発足。(1市14県)
- 1959年3月22日 (11県)
  - 竜門県が増城県に編入。
  - 恵州市・恵東県が恵陽県に編入。
  - 和平県が連平県に編入。
- 1959年3月31日 
  - 増城県・博羅県・恵陽県・宝安県・東莞県が仏山専区に編入。
  - 河源県・竜川県・連平県が韶関専区に編入。
  - 紫金県・海豊県・陸豊県が汕頭専区に編入。

#### 恵陽地区(1963年-1988年)
- 1963年7月3日 - 仏山専区恵陽県・博羅県・宝安県・東莞県・増城県・竜門県、韶関専区河源県・連平県・和平県・竜川県、汕頭専区紫金県を編入。恵陽専区が成立。(11県)
- 1964年10月31日 - 恵陽県の一部が分立し、恵州市が発足。(1市11県)
- 1965年7月19日 - 恵陽県の一部が分立し、恵東県が発足。(1市12県)
- 1970年 - 恵陽専区が恵陽地区に改称。(1市12県)
- 1975年3月24日 - 増城県・竜門県が広州市に編入。(1市10県)
- 1979年3月5日 - 宝安県が市制施行し、地級市の深圳市に昇格。(1市9県)
- 1983年12月22日 - 汕頭地区海豊県・陸豊県を編入。(1市11県)
- 1985年9月5日 - 東莞県が市制施行し、東莞市となる。(2市10県)
- 1988年1月7日 
  - 恵州市が地級市の恵州市に昇格。
  - 海豊県の一部が分立し、地級市の汕尾市となる。
  - 河源県が市制施行し、地級市の河源市に昇格。
  - 東莞市が地級市の東莞市に昇格。
  - 恵陽県・博羅県・恵東県が恵州市に編入。
  - 海豊県・陸豊県が汕尾市に編入。
  - 紫金県・連平県・和平県・竜川県が河源市に編入。

#### 恵州市
- 1988年1月7日 - 恵陽地区恵州市が地級市の恵州市に昇格。恵城区を設置。(1区4県)
  - 恵陽地区恵陽県・博羅県・恵東県、広州市竜門県を編入。
- 1994年5月6日 - 恵陽県が市制施行し、恵陽市となる。(1区1市3県)
- 2003年3月6日 (2区3県)
  - 恵陽市の一部が分立し、恵陽区が発足。
  - 恵陽市の残部・博羅県の一部が恵城区に編入。

## 経済
総合家電メーカーTCL集団の本社が立地する。

## 交通

### 航空

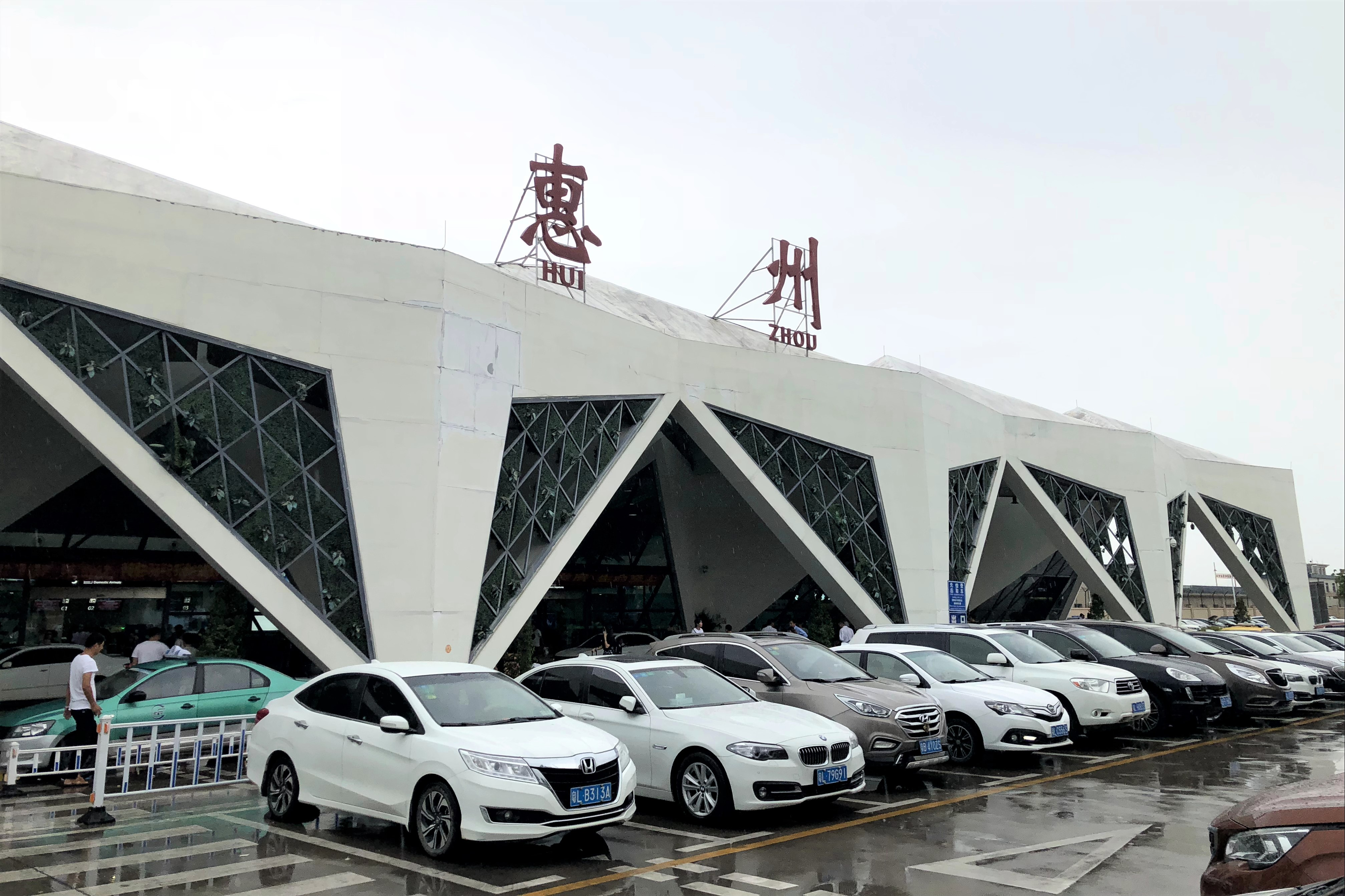
恵州平潭空港

- 恵州平潭空港（中国語版） 2015年2月 開港

### 鉄道
- 京九線
- 廈深線：沿岸部の恵陽区、恵東県を通る高速鉄道
- 広汕線（中国語版）
- 贛深旅客専用線（中国語版）
- 広恵都市間鉄道：恵州市と東莞市、広州市を結ぶ都市間高速鉄道

### 道路
- 高速道路
  -  瀋海高速道路
  -  長深高速道路
  -  済広高速道路
  -  武深高速道路（中国語版）
  -  甬莞高速道路（中国語版）
  -  広河高速道路（中国語版）
  -  広竜高速道路（中国語版）
  -  汕湛高速道路（中国語版）
  -  広恵高速道路（中国語版）
  -  恵大高速道路（中国語版）
  -  韶恵高速道路（中国語版）
  -  従莞深高速道路（中国語版）
  -  恵深沿海高速道路（中国語版）
- 国道
  - G205国道（中国語版）
  - G220国道（中国語版）
  - G228国道
  - G324国道
  - G355国道（中国語版）

## 教育
- 恵州学院(四年制大学)
- 恵州市広播電子大学
- 恵州市第一中学
広東省の重点中学に指定されている名門中学[3]。毎年、北京大学や清華大学等への難関大学合格者を多数輩出している[4]。

## 文化
住民の多くは客家にルーツがあり、客家の風習、食事、建築を今に伝えている。